# Kily González
Cristian Alberto González Peret, ismertebb nevén Kily González vagy Killy González (Rosario, 1974. augusztus 4. –) argentin válogatott labdarúgó.

## Karrierje
A rosariói Kily González a helyi Rosario Central csapatában kezdett el futballozni. Két év után az egyik legsikeresebb argentin csapathoz, a Boca Juniorshoz került, ahol együtt játszhatott többek között Diego Maradonával is.
1996-ban légióskodni kezdett, miután a spanyol Real Zaragoza szerződtette őt, ahol egy honfitárssal, Gustavo Lópezzel is együtt játszhatott. Három év alatt kilencven bajnokin lépett pályára, ezalatt gólokban mérve legsikeresebb időszakát élte, ugyanis tizenötször is bevette az ellenfelek kapuját. 1999-ben 1,3 millió peseta ellenében a Valencia játékosa lett. Itt is akadtak argentin csapattársai Pablo Aimar és Roberto Ayala személyében, és a Valencia az ő ott tartózkodása idején 31 év után ünnepelhetett ismét bajnoki címet. Miután a fiatal Vicente Rodríguez egyre inkább beépült a csapatba, Kily egyre inkább létszámfelettivé vált, ezért a 2002-03-as szezonban csak tizenhárom meccsen lépett pályára. 2001 tavaszán spanyol állampolgárságot kapott.
2003 nyarán követte korábbi edzőjét, Héctor Cúpert az Internazionaléhoz Olaszországba. Milánóban töltött ideje alatt legtöbbször csereként lépett pályára, végül hetvenöt tétmérkőzéssel a háta mögött intett búcsút Olaszországnak.
32 évesen hazatért, és nevelőegyesületénél, a Rosario Centralnál töltött el három szép évet. 2009-ben a San Lorenzóhoz szerződött, ahol korábbi csapattársa, Diego Simeone volt az edzője. Pályafutását a Rosarionál fejezte be, 2011-ben vonult vissza.
A válogatottban 1995-ben mutatkozott be az ősi rivális brazilok ellen. Első nagy tornáján, az 1999-es Copa América alatt megszerezte az első gólját is, amiből összesen végül kilencet szerzett. Részt vett a 2002-es vb-n is, ahol folyamatos játéklehetőséget kapott a kudarccal záruló tornán. A 2004-es olimpián González volt a lehetséges három túlkoros játékos egyike a keretben. A csapat végül aranyéremmel távozhatott Athénból.

## Statisztikái
| Klubstatisztikái | Klubstatisztikái | Klubstatisztikái   | Bajnokság | Bajnokság | Kupa         | Kupa         | Nemzetközi  | Nemzetközi  | Összesen | Összesen |
| Szezon           | Klub             | Bajnokság          | Meccs     | Gól       | Meccs        | Gól          | Meccs       | Gól         | Meccs    | Gól      |
| Argentína        | Argentína        | Argentína          | Bajnokság | Bajnokság | Kupa         | Kupa         | Dél-Amerika | Dél-Amerika | Összesen | Összesen |
| ---------------- | ---------------- | ------------------ | --------- | --------- | ------------ | ------------ | ----------- | ----------- | -------- | -------- |
| 1993/94          | Rosario Central  | Primera División   | 21        | 2         |              |              |             |             |          |          |
| 1994/95          | Rosario Central  | Primera División   | 30        | 5         |              |              |             |             |          |          |
| 1995/96          | Boca Juniors     | Primera División   | 36        | 3         |              |              |             |             |          |          |
| 1996/97          | Boca Juniors     | Primera División   | 1         | 0         |              |              |             |             |          |          |
| Spanyolország    | Spanyolország    | Spanyolország      | Bajnokság | Bajnokság | Copa del Rey | Copa del Rey | Európa      | Európa      | Összesen | Összesen |
| 1996/97          | Zaragoza         | La Liga            | 30        | 3         | 4            | 1            | -           | -           | 34       | 4        |
| 1997/98          | Zaragoza         | La Liga            | 33        | 6         | 7            | 1            | -           | -           | 40       | 7        |
| 1998/99          | Zaragoza         | La Liga            | 29        | 6         | 1            | 0            | -           | -           | 30       | 6        |
| 1999/00          | Valencia         | La Liga            | 31        | 2         | 2            | 0            | 16          | 3           | 49       | 5        |
| 2000/01          | Valencia         | La Liga            | 22        | 3         | 0            | 0            | 14          | 2           | 36       | 5        |
| 2001/02          | Valencia         | La Liga            | 26        | 3         | 0            | 0            | 6           | 0           | 32       | 3        |
| 2002/03          | Valencia         | La Liga            | 13        | 0         | 1            | 0            | 6           | 1           | 20       | 1        |
| Olaszország      | Olaszország      | Olaszország        | Bajnokság | Bajnokság | Coppa Italia | Coppa Italia | Európa      | Európa      | Összesen | Összesen |
| 2003/04          | Inter            | Serie A            | 21        | 0         | 4            | 0            | 7           | 0           | 31       | 0        |
| 2004/05          | Inter            | Serie A            | 14        | 0         | 5            | 0            | 2           | 0           | 21       | 0        |
| 2005/06          | Inter            | Serie A            | 16        | 0         | 4            | 0            | 2           | 0           | 22       | 0        |
| Argentína        | Argentína        | Argentína          | Bajnokság | Bajnokság | Kupa         | Kupa         | Dél-Amerika | Dél-Amerika | Összesen | Összesen |
| 2006/07          | Rosario Central  | Primera División   | 31        | 4         |              |              |             |             |          |          |
| 2007/08          | Rosario Central  | Primera División   | 24        | 4         |              |              |             |             |          |          |
| 2008/09          | Rosario Central  | Primera División   | 21        | 2         |              |              |             |             |          |          |
| 2009/10          | San Lorenzo      | Primera División   | 32        | 0         |              |              |             |             |          |          |
| 2010/11          | Rosario Central  | Primera B Nacional |           |           |              |              |             |             |          |          |
| Ország           | Argentína        | Argentína          | 196       | 20        |              |              |             |             |          |          |
| Ország           | Spanyolország    | Spanyolország      | 182       | 23        | 15           | 2            | 42          | 6           | 241      | 31       |
| Ország           | Olaszország      | Olaszország        | 51        | 0         | 13           | 0            | 11          | 0           | 74       | 0        |
| Összesen         | Összesen         | Összesen           | 429       | 43        |              |              |             |             |          |          |